# Mortágua, Vale de Remígio, Cortegaça e Almaça
Mortágua, Vale de Remígio, Cortegaça e Almaça (oficialmente: União das Freguesias de Mortágua, Vale de Remígio, Cortegaça e Almaça) é uma freguesia portuguesa do município de Mortágua, com 52,1 km² de área e 3815 habitantes (censo de 2021). A sua densidade populacional é 73,2 hab./km².

## História
Foi criada aquando da reorganização administrativa de 2012/2013,  resultando da agregação das antigas freguesias de Mortágua, Vale de Remígio, Cortegaça e Almaça com sede em Mortágua.

## Demografia
A população registada nos censos foi:
| Distribuição da População por Grupos Etários | Distribuição da População por Grupos Etários | Distribuição da População por Grupos Etários | Distribuição da População por Grupos Etários | Distribuição da População por Grupos Etários | Distribuição da População por Grupos Etários |
| -------------------------------------------- | -------------------------------------------- | -------------------------------------------- | -------------------------------------------- | -------------------------------------------- | -------------------------------------------- |
| Antes da agregação                           |                                              |                                              |                                              |                                              |                                              |
| Ano                                          | 0-14 anos                                    | 15-24 anos                                   | 25-64 anos                                   | >= 65 anos                                   | Total                                        |
| 2001                                         | 478                                          | 565                                          | 2192                                         | 875                                          | 4110                                         |
| 2011                                         | 456                                          | 398                                          | 2084                                         | 1054                                         | 3992                                         |
| Após a agregação                             |                                              |                                              |                                              |                                              |                                              |
| Ano                                          | 0-14 anos                                    | 15-24 anos                                   | 25-64 anos                                   | >= 65 anos                                   | Total                                        |
| 2021                                         | 417                                          | 323                                          | 1871                                         | 1204                                         | 3815                                         |